# تيموثي وودبريدج
تيموثي وودبريدج هو سياسي أمريكي، ولد في 27 فبراير 1709 في سبرينغفيلد في الولايات المتحدة، وتوفي في 10 مايو 1774 في Stockbridge, Massachusetts ‏ في الولايات المتحدة. انتخب عضو مجلس نواب ماساتشوستس ‏.